# Montois-la-Montagne
Montois-la-Montagne là một xã trong vùng Grand Est, thuộc tỉnh Moselle, quận Metz-Campagne, tổng Marange-Silvange. Tọa độ địa lý của xã là 49° 13' vĩ độ bắc, 06° 01' kinh độ đông. Montois-la-Montagne nằm trên độ cao trung bình là 270 mét trên mực nước biển, có điểm thấp nhất là 174 mét và điểm cao nhất là 330 mét. Xã có diện tích 7,1 km², dân số vào thời điểm 1999 là 2616 người; mật độ dân số là 368 người/km².

## Thông tin nhân khẩu
| 1962  | 1968  | 1975  | 1982  | 1990  | 1999  |
| ----- | ----- | ----- | ----- | ----- | ----- |
| 2 254 | 2 654 | 2 660 | 2 291 | 2 759 | 2 616 |